# Emma Castelnuovo
Emma Castelnuovo, née le 12 décembre 1913 à Rome (Italie) et morte le 13 avril 2014 à Rome, est une mathématicienne et enseignante italienne, fille du mathématicien Guido Castelnuovo. Elle a fait des contributions significatives à la didactique des mathématiques, révolutionnant complètement la façon d'enseigner la matière, et en particulier la géométrie euclidienne.
La Commission internationale de l'enseignement mathématique (ICMI) distribuait deux prix : la médaille Felix-Klein, qui rend honneur à une carrière exceptionnelle, et le prix Hans-Freudenthal, qui récompense un programme de recherche remarquable. En 2013, à l'occasion du centenaire d'Emma Castelnuovo, l'ICMI en a créé un troisième, le prix Emma-Castelnuovo, pour récompenser des réalisations exceptionnelles dans la pratique de l'enseignement des mathématiques.

## Biographie
Diplômée en mathématiques en 1936 avec un mémoire sur la géométrie algébrique, elle commence à travailler comme secrétaire à l'Institut de mathématiques de l'université de Rome qui porte aujourd'hui le nom de son père. En août 1938, elle remporte un concours pour enseigner dans le secondaire mais, comme elle est juive, elle est suspendue quelques jours plus tard à cause des lois raciales fascistes. De 1939 à 1943, elle enseigne à l'école israélite. En 1943, la famille Castelnuovo fuit les ratissages nazis, trouvant refuge chez des amis, dans des hôpitaux ou des institutions religieuses.
Elle est réintégrée seulement après la guerre et enseigne à l'école secondaire Torquato Tasso de Rome jusqu'en 1979. En 1944, elle fonde l'Institut romain de culture mathématique qui organise des conférences pour les enseignants et reste actif jusqu'en 1949. Entre-temps, stimulée par son oncle Federigo Enriques elle lit les Éléments de géométrie de Clairaut de 1741, qui la conduisent à changer radicalement sa propre façon d'enseigner les mathématiques et en particulier la géométrie.
En 1948, elle publie la première édition du livre Geometria intuitiva (Géométrie intuitive). En 1951, elle entre dans le CIEAEM (Commission internationale pour l'étude et l'amélioration de l'enseignement des mathématiques) fondée par Caleb Gattegno. Emma Castelnuovo en devient présidente de 1979 à 1981. Pendant toute sa vie d'enseignante, toujours dans la même école, elle développe une activité continue de recherche en didactique des mathématiques avec des collaborations en Italie et à l'étranger, qui ont donné lieu à plus de cent articles publiés dans les revues les plus importantes du domaine.
Ses textes de didactique dont également traduits en plusieurs langues et utilisés dans les écoles, en particulier dans les pays hispanophones. De 1978 à 1982, elle est invitée par l'UNESCO au Niger pour enseigner à des collégiennes et collégiens et visite de nombreux établissements du pays, à Niamey, Zinder, Diffa notamment. Elle est enterrée au cimetière du Verano, à Rome, avec son père et sa mère, Elbina Enriques Castelnuovo.

## Didactique
La pédagogie d'Emma Castelnuovo est caractérisée par une approche qui part de l'observation et qui met l'élève au centre :

« [...] l'objectif principal du cours de Géométrie intuitive est de susciter, à travers l'observation des faits portant sur la technique, l'art et la nature, l'intérêt de l'élève pour les propriétés fondamentales des figures géométriques et, par là, le goût et l'enthousiasme pour la recherche. Ce goût ne peut pas naître, je crois, sans faire participer l'élève au travail de création. Il est nécessaire d'animer la curiosité naturelle et instinctive qu'ont les enfants de 11 à 14 ans en les accompagnant dans la découverte des vérités mathématiques, en transmettant l'idée de l'avoir fait pour elles-mêmes, et, d'autre part, faire sentir progressivement la nécessité d'un raisonnement logique. »

— Emma Castelnuovo, Geometria intuitiva
Un des résultats les plus notables de sa façon d'enseigner, ce sont les expositions de mathématiques dans lesquelles étaient exposés des panneaux et des « appareils mathématiques » créés par ses élèves pendant les cours – une exposition de ce genre fut produite au terme de son expérience au Niger.

## Publications
- Geometria intuitiva per le scuole medie inferiori, Rome, Carabba, 1949; Florence, La Nuova Italia, 1952; 1959.
- I numeri. Aritmetica pratica, Florence, La Nuova Italia, 1962.
- Didattica matematica, Florence, La Nuova Italia, 1963.
- Documenti di un'esposizione matematica. "Da bambini a uomini", Turin, Boringhieri (it), 1972.
- Matematica nella realtà, avec Mario Barra, Turin, Boringhieri, 1976.
- La matematica, Florence, La Nuova Italia, 1979.
- Pentole, ombre, formiche. In viaggio con la matematica, Scandicci, La Nuova Italia, 1993.  (ISBN 88-221-1165-6).
- L'officina matematica. Ragionare con i materiali. Le lezioni della più grande ricercatrice italiana di didattica della matematica, Molfetta, La Meridiana, 2008.  (ISBN 978-88-6153-046-1).